# Peangtarn Plipuech
Peangtarn Plipuech, detta Earth (เพียงธาร ผลิพืช; 15 novembre 1992), è una tennista thailandese.

## Statistiche WTA

### Doppio

#### Sconfitte (3)
| Legenda               | Legenda      |
| --------------------- | ------------ |
| Grande Slam (0)       |              |
| Argenti Olimpici (0)  |              |
| WTA Finals (0)        |              |
| WTA Elite Trophy (0)  |              |
| Dal 2009 al 2020      | Dal 2021     |
| Premier Mandatory (0) | WTA 1000 (0) |
| Premier 5 (0)         | WTA 1000 (0) |
| Premier (0)           | WTA 500 (0)  |
| International (2)     | WTA 250 (1)  |

| N. | Data              | Torneo               | Superficie | Compagna        | Avversarie in finale                 | Punteggio |
| 1. | 25 settembre 2016 | Korea Open, Seul     | Cemento    | Akiko Ōmae      | Kirsten Flipkens Johanna Larsson     | 2-6, 3-6  |
| 2. | 24 settembre 2017 | Korea Open, Seul (2) | Cemento    | Luksika Kumkhum | Kiki Bertens Johanna Larsson         | 4-6, 1-6  |
| 3. | 15 ottobre 2023   | Korea Open, Seul (3) | Cemento    | Luksika Kumkhum | Marie Bouzková Bethanie Mattek-Sands | 2-6, 1-6  |

## Circuito WTA 125

### Doppio

#### Vittorie (3)
| N. | Data           | Torneo                       | Superficie  | Compagna      | Avversarie in finale                 | Punteggio           |
| 1. | 8 agosto 2021  | Thoreau Tennis Open, Concord | Cemento     | Jessy Rompies | Usue Maitane Arconada Cristina Bucșa | 3-6, 7-6(5), [10-8] |
| 2. | 21 agosto 2021 | Chicago Challenger, Chicago  | Cemento     | Eri Hozumi    | Mona Barthel Hsieh Yu-chieh          | 7-5, 6-2            |
| 3. | 14 luglio 2024 | Swedish Open, Båstad         | Terra rossa | Tsao Chia-yi  | María Carlé Julia Riera              | 7-5, 6-3            |

#### Sconfitte (3)
| N. | Data            | Torneo                          | Superficie  | Compagna        | Avversarie in finale          | Punteggio        |
| 1. | 6 novembre 2021 | Midland Tennis Classic, Midland | Cemento (i) | Aldila Sutjiadi | Harriet Dart Asia Muhammad    | 3-6, 6-2, [7-10] |
| 2. | 14 agosto 2022  | Thoreau Tennis Open, Concord    | Cemento     | Moyuka Uchijima | Varvara Flink Coco Vandeweghe | 3-6, 6(3)-7      |
| 3. | 19 luglio 2025  | Porto Open, Porto               | Cemento     | Liang En-shuo   | Carmen Corley Ivana Corley    | 3-6, 1-6         |

## Statistiche ITF

### Singolare

#### Vittorie (7)
| Torneo $100.000 (0) |
| Torneo $80.000 (0)  |
| Torneo $75.000 (0)  |
| Torneo $60.000 (0)  |
| Torneo $50.000 (0)  |
| Torneo $40.000 (0)  |
| Torneo $25.000 (4)  |
| Torneo $15.000 (0)  |
| Torneo $10.000 (3)  |

| N. | Data             | Torneo                                                      | Superficie | Avversaria in finale | Punteggio     |
| 1. | 13 novembre 2011 | Smart ITF Women's Circuit, Manila                           | Cemento    | Lu Jiaxiang          | 6-3, 6-3      |
| 2. | 30 giugno 2013   | ITF Women's Circuit Bangkok, Bangkok                        | Cemento    | Nungnadda Wannasuk   | 6-0, 6-1      |
| 3. | 2 agosto 2014    | ITF Women's Circuit New Delhi, Nuova Delhi                  | Cemento    | Natasha Palha        | 6-2, 6-4      |
| 4. | 28 agosto 2016   | Sekisho Challenge Open, Tsukuba                             | Cemento    | Greet Minnen         | 6-4, 6-0      |
| 5. | 12 maggio 2017   | Hua Hin Tennis International, Hua Hin                       | Cemento    | Jacqueline Cako      | 6-4, 6-2      |
| 6. | 28 maggio 2017   | ITF NH NongHyup Goyang Women's Challenger Tennis, Goyang    | Cemento    | Mari Ōsaka           | 7–6(7), 6–0   |
| 7. | 18 febbraio 2024 | ITF World Tennis Tour Presented by SAT, Nakhon Si Thammarat | Cemento    | Irina Fetecău        | 2-6, 6-3, 6-2 |

#### Sconfitte (10)
| Torneo $100.000 (0) |
| Torneo $80.000 (0)  |
| Torneo $75.000 (0)  |
| Torneo $60.000 (0)  |
| Torneo $50.000 (0)  |
| Torneo $40.000 (0)  |
| Torneo $25.000 (5)  |
| Torneo $15.000 (1)  |
| Torneo $10.000 (4)  |

| N.  | Data           | Torneo                                                 | Superficie  | Avversaria in finale   | Punteggio        |
| 1.  | 14 maggio 2011 | ITF Women's Circuit Bangkok, Bangkok                   | Cemento     | Luksika Kumkhum        | 1-6, 0-6         |
| 2.  | 10 marzo 2012  | Endurance ITF Women's Tennis Tournament, Aurangabad    | Terra rossa | Dalila Jakupovič       | 4-6, 5-7         |
| 3.  | 24 maggio 2015 | Chang ITF Pro Circuit, Bangkok                         | Cemento     | Nicha Lertpitaksinchai | 6(4)-7, 2–6      |
| 4.  | 19 giugno 2016 | Santaizi Cup, Kaohsiung                                | Cemento     | Lee Hua-chen           | 7–6(4), 0–6, 0–6 |
| 5.  | 11 giugno 2017 | Hashimoto Sogyo Tokyo Ariake International Open, Tokyo | Cemento     | Tammi Patterson        | 3-6, 2-6         |
| 6.  | 26 maggio 2019 | Chang ITF Thailand Pro Circuit Nonthaburi, Nonthaburi  | Cemento     | Maddison Inglis        | 0-6, 2-6         |
| 7.  | 17 aprile 2022 | ITF Women's Asia/Oceania, Chiang Rai                   | Cemento     | Luksika Kumkhum        | 3-6, 3-6         |
| 8.  | 5 giugno 2022  | Thailand ITF Women's Tennis Tour, Chiang Rai           | Cemento     | Gao Xinyu              | 3-6, 3-6         |
| 9.  | 28 agosto 2022 | ITF NH NongHyup Women's Challenge, Goyang              | Cemento     | Kyōka Okamura          | 6-1, 4-6, 3-6    |
| 10. | 25 maggio 2025 | China Women's Maanshan, Maanshan                       | Cemento (i) | Priska Nugroho         | 1-6, 2-6         |

### Doppio

#### Vittorie (35)
| Torneo $100.000 (1) |
| Torneo $80.000 (0)  |
| Torneo $75.000 (1)  |
| Torneo $60.000 (1)  |
| Torneo $50.000 (1)  |
| Torneo $40.000 (1)  |
| Torneo $25.000 (16) |
| Torneo $15.000 (7)  |
| Torneo $10.000 (7)  |

| N.  | Data              | Torneo                                                             | Superficie    | Compagna               | Avversarie in finale                         | Punteggio            |
| 1.  | 9 ottobre 2010    | Chang ITF Thailand Pro Circuit Nonthaburi, Nonthaburi              | Cemento       | Nungnadda Wannasuk     | Chen Yi Varatchaya Wongteanchai              | 7–5, 6(4)–7, [11–9]  |
| 2.  | 14 novembre 2010  | Smart ITF Women's Circuit, Manila                                  | Cemento       | Luksika Kumkhum        | Ivana King Jasmin Schnack                    | 6-4, 7-5             |
| 3.  | 4 dicembre 2010   | Mandya Open, Mandya                                                | Cemento       | Nungnadda Wannasuk     | Rushmi Chakravarthi Poojashree Venkatesha    | 6–1, 6–1             |
| 4.  | 14 agosto 2011    | Senao Cup Women's Circuit, Taipei                                  | Cemento       | Kao Shao-yuan          | Chan Hao-ching Chen Yi                       | 6–3, 6-4             |
| 5.  | 13 novembre 2011  | Smart ITF Women's Circuit, Manila                                  | Cemento       | Luksika Kumkhum        | Yi-Jing Zhao Jun-Yi Zheng                    | 6-3, 6-0             |
| 6.  | 16 marzo 2012     | MSLTA ITF US $ 10,000 Women's Tennis Tournament, Mumbai            | Cemento       | Varunya Wongteanchai   | Anja Prislan Krya Shroff                     | 6-1, 6-2             |
| 7.  | 21 luglio 2012    | AEGON Pro Series Foxhills, Woking                                  | Cemento       | Nicha Lertpitaksinchai | Yvonne Cavallé Reimers Nicola Slater         | 6-2, 7-5             |
| 8.  | 23 febbraio 2013  | ITF Women's $25,000 tennis Tournament Muzaffarnagar, Muzaffarnagar | Erba          | Nicha Lertpitaksinchai | Justyna Jegiołka Veronika Kapšaj             | 3–6, 6–4, [10–8]     |
| 9.  | 27 aprile 2013    | Chang ITF Thailand Pro Circuit Phuket, Phuket                      | Cemento       | Nicha Lertpitaksinchai | Tara Moore Melanie South                     | 6–3, 5–7, [11–9]     |
| 10. | 4 maggio 2013     | Chang ITF Thailand Pro Circuit Phuket, Phuket                      | Cemento       | Nicha Lertpitaksinchai | Fatma Al-Nabhani Lee Ya-hsuan                | 6-2, 6-4             |
| 11. | 27 luglio 2013    | Lexington Challenger, Lexington                                    | Cemento       | Nicha Lertpitaksinchai | Julia Glushko Chanel Simmonds                | 7–6(5), 6–3          |
| 12. | 16 novembre 2013  | Chang ITF Thailand Pro Circuit Phuket, Phuket                      | Cemento (i)   | Nicha Lertpitaksinchai | Lu Jiaxiang Lu Jiajing                       | 3–6, 6–2, [10–8]     |
| 13. | 2 dicembre 2013   | LIC ITF Women's Tennis Championships, Pune                         | Cemento       | Nicha Lertpitaksinchai | Jocelyn Rae Anna Smith                       | 7-5, 7-5             |
| 14. | 17 febbraio 2014  | Delhi Open, Nuova Delhi                                            | Cemento       | Nicha Lertpitaksinchai | Erika Sema Yurika Sema                       | 7–6(5), 6–3          |
| 15. | 26 maggio 2014    | Bankaltim Women's Circuit, Balikpapan                              | Cemento       | Michika Ozeki          | Varatchaya Wongteanchai Varunya Wongteanchai | 6–3, 4–6, [10–7]     |
| 16. | 26 luglio 2014    | Chang ITF Thailand Pro Circuit Phuket, Phuket                      | Cemento       | Nicha Lertpitaksinchai | Han Na-lae Yoo Mi                            | 6–3, 6(5)–7, [11–9]  |
| 17. | 20 ottobre 2014   | Chang ITF Thailand Pro Circuit Phuket, Phuket                      | Cemento (i)   | Nicha Lertpitaksinchai | Oleksandra Korašvili Al'ona Sotnikova        | 7–6(0), 2–6, [10–4]  |
| 18. | 27 ottobre 2014   | Chang ITF Thailand Pro Circuit Phuket, Phuket                      | Cemento (i)   | Nicha Lertpitaksinchai | Kamonwan Buayam Lee Pei-chi                  | 7-5, 6-3             |
| 19. | 11 aprile 2015    | Ahmedabad Open, Ahmedabad                                          | Cemento       | Nungnadda Wannasuk     | Nao Hibino Prarthana Thombare                | 6–3, 2–6, [12–10]    |
| 20. | 20 luglio 2015    | Women's Hospital Classic, Evansville                               | Cemento       | Nicha Lertpitaksinchai | Lauren Herring Kennedy Shaffer               | 6-2, 6-3             |
| 21. | 28 settembre 2015 | ITF Women's Circuit Bangkok, Bangkok                               | Cemento       | Choi Ji-hee            | Hsu Ching-wen Emma Laine                     | 7-5, 6-3             |
| 22. | 25 ottobre 2015   | ITF Women's Circuit Bangkok, Bangkok                               | Cemento       | Nudnida Luangnam       | Emma Laine Valerija Strachova                | 6–2, 6-3             |
| 23. | 28 novembre 2015  | Dunlop World Challenge, Toyota                                     | Sintetico (i) | Akiko Ōmae             | Luksika Kumkhum Yuuki Tanaka                 | 3–6, 6–0, [11–9]     |
| 24. | 11 luglio 2016    | Qujing Open, Qujing                                                | Cemento       | Akiko Ōmae             | Jiang Xinyu Tang Qianhui                     | 6–3, 6–3             |
| 25. | 27 maggio 2017    | ITF NH NongHyup Goyang Women's Challenger Tennis, Goyang           | Cemento       | Nicha Lertpitaksinchai | Genevieve Lorbergs Olivia Tjandramulia       | 7-5, 6-4             |
| 26. | 13 luglio 2019    | Ulanqab Open, Ulaan Chab                                           | Cemento       | Kyōka Okamura          | Sun Xuliu Wang Meiling                       | 4-6, 7-5, [13-11]    |
| 27. | 9 aprile 2022     | ITF Women's Asia/Oceania, Chiang Rai                               | Cemento       | Kyōka Okamura          | Ma Yexin Xun Fangying                        | 4-6, 6-3, [10-5]     |
| 28. | 27 agosto 2022    | ITF NH NongHyup Women's Challenge, Goyang                          | Cemento       | Kyōka Okamura          | Kim Da-bin Punnin Kovapitukted               | 6-1, 6-0             |
| 29. | 8 ottobre 2022    | Cal-Comp & XYZprinting ITF World Tennis Tour, Distretto di Hua Hin | Cemento       | Erika Sema             | Gozal' Aınıtdınova Ekaterina Maklakova       | 2-6, 7-6(0), [13-11] |
| 30. | 25 novembre 2023  | Takasaki Open, Takasaki                                            | Cemento       | Luksika Kumkhum        | Liang En-shuo Wu Fang-hsien                  | 6-3, 6-1             |
| 31. | 17 febbraio 2024  | ITF World Tennis Tour Presented by SAT, Nakhon Si Thammarat        | Cemento       | Naho Sato              | Feng Shuo Zheng Wushuang                     | 6-1, 4-6, [10-7]     |
| 32. | 31 maggio 2025    | China Women's Maanshan, Maanshan                                   | Cemento (i)   | Wang Jiaqi             | Anastasija Grečkina Kristiana Sidorova       | 6-3, 3-6, [10-5]     |
| 33. | 5 luglio 2025     | China Women's Maanshan, Maanshan                                   | Cemento (i)   | Wang Jiaqi             | Sandwğaş Kenjibaeva Sof'ja Lansere           | 6(6)-7, 6–4, [10–4]  |
| 34. | 2 agosto 2025     | Internazionali di Tennis del Friuli Venezia Giulia, Cordenons      | Terra rossa   | Liang En-shuo          | Karolína Kubáňová Aneta Laboutková           | 6-4, 6-2             |
| 35. | 9 agosto 2025     | Leipzig Open, Lipsia                                               | Terra rossa   | Park So-hyun           | Lola Giza Isabella Šinikova                  | 6-1, 6-4             |

#### Sconfitte (31)
| Torneo $100.000 (1) |
| Torneo $80.000 (1)  |
| Torneo $75.000 (0)  |
| Torneo $60.000 (3)  |
| Torneo $50.000 (1)  |
| Torneo $40.000 (1)  |
| Torneo $25.000 (17) |
| Torneo $15.000 (3)  |
| Torneo $10.000 (4)  |

| N.  | Data              | Torneo                                                      | Superficie    | Compagna               | Avversarie in finale                     | Punteggio               |
| 1.  | 2 ottobre 2010    | Sportama International Tennis Tournament, Giacarta          | Cemento       | Laili Rahmawati Ulfa   | Ayu Fani Damayanti Jessy Rompies         | 0-6, 0-6                |
| 2.  | 19 novembre 2011  | Smart ITF Women's Circuit, Manila                           | Cemento       | Luksika Kumkhum        | Napatsakorn Sankaew Varunya Wongteanchai | 1–6, 6–3, [6–10]        |
| 3.  | 9 marzo 2012      | Endurance ITF Women's Tennis Tournament, Aurangabad         | Terra rossa   | Varunya Wongteanchai   | Dalila Jakupovič Sarah-Rebecca Sekulic   | 1-6, 3-6                |
| 4.  | 23 giugno 2012    | ITF NH NongHyup Goyang Women's Challenger Tennis, Goyang    | Cemento       | Nicha Lertpitaksinchai | Liu Wanting Sun Shengnan                 | 7–6(1), 3–6, [7–10]     |
| 5.  | 18 agosto 2012    | ITF Women's Circuit Istanbul, Istanbul                      | Cemento       | Nicha Lertpitaksinchai | Erika Takao Remi Tezuka                  | 6–2, 6(1)-7, [3–10]     |
| 6.  | 8 settembre 2012  | Rockhampton Tennis International, Rockhampton               | Cemento       | Nicha Lertpitaksinchai | Ayu Fani Damayanti Lavinia Tananta       | 7–5, 6(2)-7, [8–10]     |
| 7.  | 12 ottobre 2012   | Margaret River Tennis International, Margaret River         | Cemento       | Nicha Lertpitaksinchai | Miyabi Inoue Mai Minokoshi               | 7–6(8), 6(3)-7, [12–14] |
| 8.  | 14 settembre 2013 | Incheon Women's Challenger, Incheon                         | Cemento       | Nicha Lertpitaksinchai | Miki Miyamura Akiko Ōmae                 | 4–6, 7–6, [9–11]        |
| 9.  | 19 ottobre 2013   | Gosen Cup, Makinohara                                       | Erba          | Nicha Lertpitaksinchai | Eri Hozumi Makoto Ninomiya               | 1-6, 2-6                |
| 10. | 8 novembre 2013   | Chang ITF Thailand Pro Circuit Phuket, Provincia di Phuket  | Cemento (i)   | Varunya Wongteanchai   | Lu Jiajing Lu Jiaxiang                   | 4-6, 5-7                |
| 11. | 30 agosto 2014    | Sekisho Challenge Open, Tsukuba                             | Cemento       | Nicha Lertpitaksinchai | Han Xinyun Zhang Kailin                  | 4-6, 4-6                |
| 12. | 15 novembre 2014  | CCI ITF Women's US $15,000 Tennis Tournament, Mumbai        | Cemento       | Nicha Lertpitaksinchai | Lu Jiajing Ankita Raina                  | 4–6, 6–1, [9–11]        |
| 13. | 2 agosto 2015     | Fifth Third Bank Tennis Championships, Lexington            | Cemento       | Nicha Lertpitaksinchai | Nao Hibino Emily Webley-Smith            | 2-6, 2-6                |
| 14. | 29 agosto 2015    | Sekisho Challenge Open, Tsukuba                             | Cemento       | Nicha Lertpitaksinchai | Lee Ya-hsuan Makoto Ninomiya             | 7–6(4), 6(2)-7, [6–10]  |
| 15. | 30 ottobre 2015   | Chang ITF Thailand Pro Circuit Bangkok, Bangkok             | Cemento       | Chompoothip Jundakate  | Ayaka Okuno Valerija Strachova           | 2-6, 6(2)-7             |
| 16. | 25 dicembre 2015  | Chang ITF Thailand Pro Circuit Bangkok, Bangkok             | Cemento       | Choi Ji-hee            | Irina Chromačëva Valerija Solov'ëva      | 3-6, 6-4, [5-10]        |
| 17. | 8 aprile 2017     | Kashiwa Open, Kashiwa                                       | Cemento       | Han Na-lae             | Jang Su-jeong Lee Ya-hsuan               | 3-6, 6-3, [4-10]        |
| 18. | 18 novembre 2017  | Dunlop World Challenge, Toyota                              | Sintetico (i) | Nicha Lertpitaksinchai | Ksenija Lykina Junri Namigata            | 6–3, 3–6, [4–10]        |
| 19. | 14 aprile 2018    | Fuji Yakuhin Cup, Osaka                                     | Cemento       | Akiko Ōmae             | Choi Ji-hee Nicha Lertpitaksinchai       | 3-6, 4-6                |
| 20. | 2 giugno 2018     | Thailand ITF Women's Pro Circuit, Hua Hin                   | Cemento       | Nicha Lertpitaksinchai | Victoria Rodríguez Erin Routliffe        | 5-7, 6-3, [6-10]        |
| 21. | 14 luglio 2018    | ITF Pro Circuit, Nonthaburi                                 | Cemento       | Guo Hanyu              | Robu Kajitani Lee Pei-chi                | 4-6, 2-6                |
| 22. | 20 ottobre 2018   | ITF Women's Circuit Suzhou, Suzhou                          | Cemento       | Luksika Kumkhum        | Misaki Doi Nao Hibino                    | 2-6, 3-6                |
| 23. | 4 maggio 2019     | Kangaroo Cup, Gifu                                          | Cemento       | Akiko Ōmae             | Duan Yingying Han Xinyun                 | 3-6, 6-4, [4-10]        |
| 24. | 20 luglio 2019    | Qujing Open, Qujing                                         | Cemento (i)   | Akiko Ōmae             | Mana Ayukawa Erika Sema                  | 2-6, 3-6                |
| 25. | 27 luglio 2019    | ITF Pro Circuit, Nonthaburi                                 | Cemento       | Akiko Ōmae             | Eudice Chong Aldila Sutjiadi             | 6(2)-7, 4-6             |
| 26. | 25 marzo 2023     | Pelti International Tennis Championship, Jakarta            | Cemento       | Luksika Kumkhum        | Ma Yexin Moyuka Uchijima                 | 0-6, 2-6                |
| 27. | 23 marzo 2024     | i-Vent Brankit Open, Maribor                                | Cemento (i)   | Luksika Kumkhum        | Eden Silva Anastasija Tichonova          | 5-7, 3-6                |
| 28. | 11 maggio 2024    | Jin'an Open, Lu'an                                          | Cemento       | Luksika Kumkhum        | Tang Qianhui Zheng Wushuang              | 1-6, 2-6                |
| 29. | 25 maggio 2024    | ITF NH Bank International Women's Tennis Tour, Goyang       | Cemento       | Luksika Kumkhum        | Eudice Chong Liang En-shuo               | 5-7, 4-6                |
| 30. | 6 luglio 2024     | ITF World Tennis Tour Presented by SAT, Nakhon Si Thammarat | Cemento       | Vaidehi Chaudhari      | Jeong Bo-young Rinon Okuwaki             | 6-2, 5-7, [7-10]        |
| 31. | 24 maggio 2025    | China Women's Maanshan, Maanshan                            | Cemento (i)   | Guo Meiqi              | Sandwğaş Kenzjibaeva Sof'ja Lansere      | 3-6, 6-3, [8-10]        |